# 毛柱黄耆
毛柱黄耆（学名：Astragalus heydei）是豆科黄芪属的植物。分布于巴基斯坦以及中国大陆的西藏、青海等地，生长于海拔4,572米至5,300米的地区，常生长在高山地带沙砾地，目前尚未由人工引种栽培。